# Capitol Bullet Train
Capitol Bullet Train in Motiongate (Dubai, Vereinigte Arabische Emirate) ist eine Stahlachterbahn vom Modell Launch Coaster des Herstellers Mack Rides, die am 20. Oktober 2017 eröffnet wurde.
Die Züge werden auf der 570 m lange Strecke per LSM-Abschuss beschleunigt. Dabei passieren die Züge mehrmals dieselbe Abschussstrecke vorwärts und rückwärts, um die volle Geschwindigkeit zu erreichen. Neben einem Rollback verfügt die Strecke außerdem über zwei Inversionen: einen Looping und eine Zero-g-Roll.
Die Bahn befindet sich im Lionsgate-Themenbereich und basiert von der Thematisierung her auf der Filmreihe Die Tribute von Panem.

## Züge
Capitol Bullet Train besitzt Züge mit jeweils fünf Wagen. In jedem Wagen können vier Personen (zwei Reihen à zwei Personen) Platz nehmen.